# Ursus spelaeus
Ours des cavernes
Espèce
Ursus spelaeus, communément appelé l’Ours des cavernes, est une espèce éteinte d'ours de grande taille qui a vécu au Pléistocène supérieur dans une grande partie de l'Europe, depuis le sud de l'Angleterre jusqu'au Caucase.

## Description
Les mâles atteignent plus de 1,30 mètre au garrot et peuvent dépasser 3,50 mètres de haut en position dressée. Ils pèsent autour de 450 kg, le triple du poids d'un ours brun de taille moyenne, les estimations les plus hautes donnent même jusqu'à une tonne pour les plus grands spécimens. Outre la taille, les ours des cavernes sont faciles à différencier des ours bruns (avec lesquels ils ont coexisté pendant presque toute leur existence), par leur museau moins développé et leur front fuyant et bas. Leurs canines, même si elles sont bien développées, le sont beaucoup moins que leurs molaires puissantes, preuves d'un régime fondamentalement végétarien et avec un apport carné plus restreint que pour la majorité des ours, voire quasi inexistant.
Les pattes avant sont plus longues et plus robustes que les pattes arrière, ce qui donne à l'animal un profil surbaissé à l'arrière-train.
En mai 2005, des chercheurs de Californie parviennent par séquençage à analyser de l'ADN d'ours de cavernes extrait d'ossements découverts dans les Alpes et datant de plus de 40 000 ans.
Jean Clottes affirme pour sa part, que « le génome de l'ours des cavernes a pu être déchiffré pour la première fois » lors de l'étude de la grotte Chauvet effectuée entre 1995 et 2015.
L’ADN mitochondrial d’un ours Ursus deningeri, très proche parent de l’ancêtre de Ursus spelaeus voire son ancêtre direct, découvert sur le site préhistorique de la Sima de los Huesos en Espagne, datant de 430 000 ans, a aussi été séquencé en 2013.

## Anatomie
L'Ours des cavernes a un crâne très large, en dôme, avec un front prononcé.
Son corps trapu a de longues cuisses, des tibias massifs et des pieds tournés vers l’intérieur, ce qui le fait ressembler par la structure de son squelette à l'Ours brun.
Les ours des cavernes sont comparables en taille aux plus grands ours actuels. Le poids moyen pour les mâles est de 400 à 500 kg, tandis que les femelles pèsent de 225 à 250 kg.
Les ours des cavernes croissent en taille pendant les glaciations et deviennent plus petits pendant les interglaciaires, probablement pour réguler leur taux de déperdition de chaleur.
Ursus spelaea a une encéphalisation plus petite que ses congénères contemporains, ce qui est aussi corrélé avec le rapport hibernation / régime alimentaire. Dans les périodes où la taille du corps augmente, la taille du cerveau augmente beaucoup moins vite ; autrement dit, la taille relative de son cerveau diminue par rapport à la taille de son corps. Ceci est lié notamment à la nécessité de stocker plus de tissu adipeux.

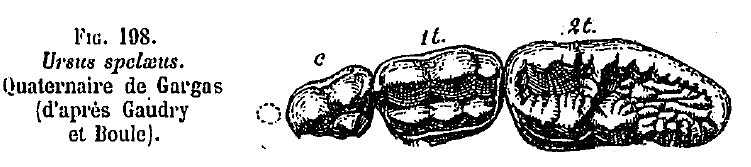
Denture de l'Ours des cavernes.

Au cours de la dernière période glaciaire les ours des cavernes ont perdu les deux ou trois prémolaires que possèdent généralement les autres ours ; en compensation, la dernière molaire s’est considérablement allongée, avec des cuspides supplémentaires.
L'humérus de l'Ours des cavernes est semblable en dimension à celui de l'Ours polaire, comme le sont les fémurs de femelles. Les fémurs des ours des cavernes mâles, en revanche, présentent plus de similitudes par la taille avec ceux des ours kodiak.

## Habitat
Les ours des cavernes ont évolué à partir de l'espèce Ursus deningeri, découverte en Europe dans un grand nombre de gisements du Pléistocène moyen, et dont dérivent aussi les ours bruns actuels. L'espèce est apparue il y a 250 000 ans[réf. nécessaire] et elle s'est éteinte vers  25 600 ans AP

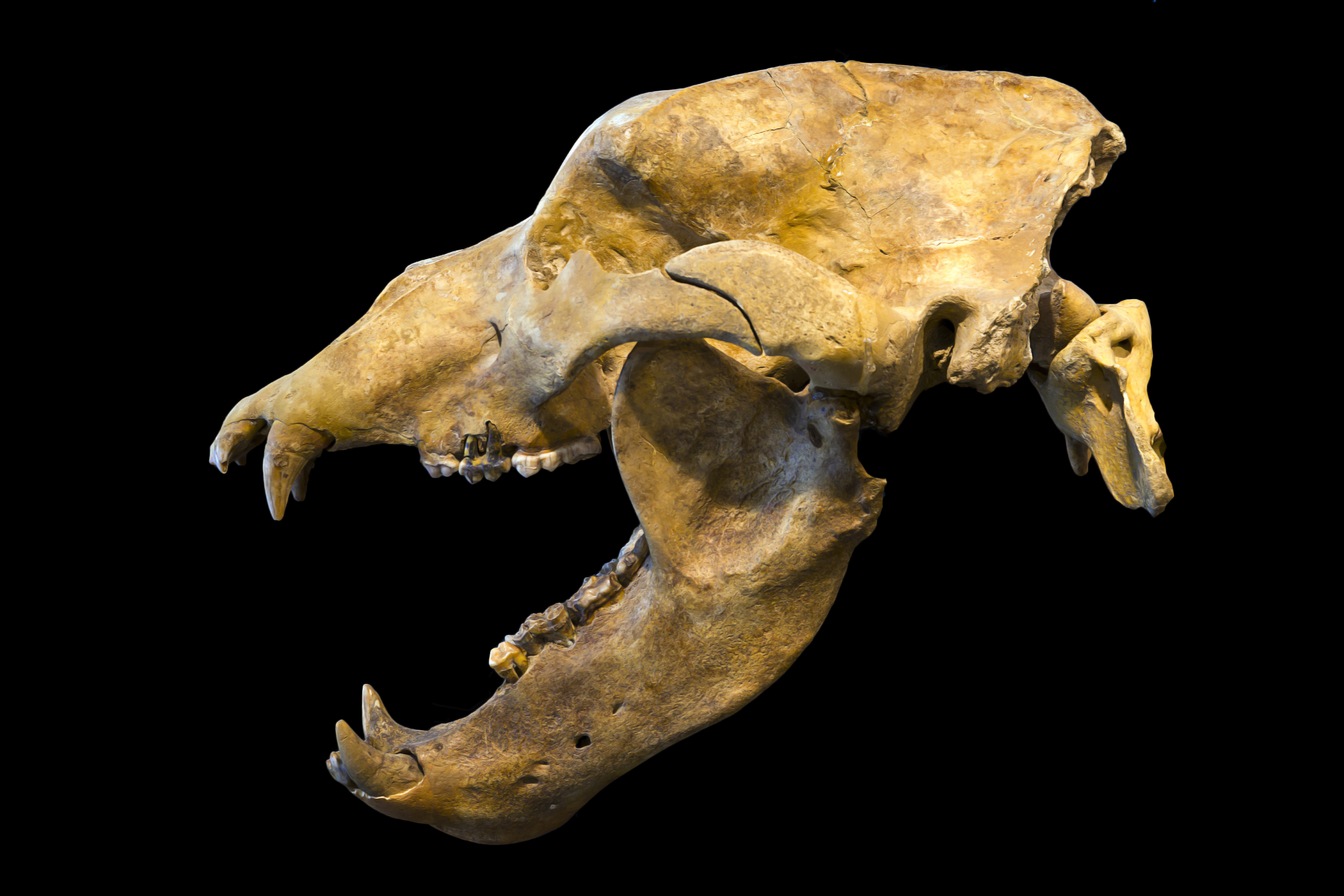
Crâne et atlas dUrsus spelaeus découvert en Iamalie, Sibérie occidentale.

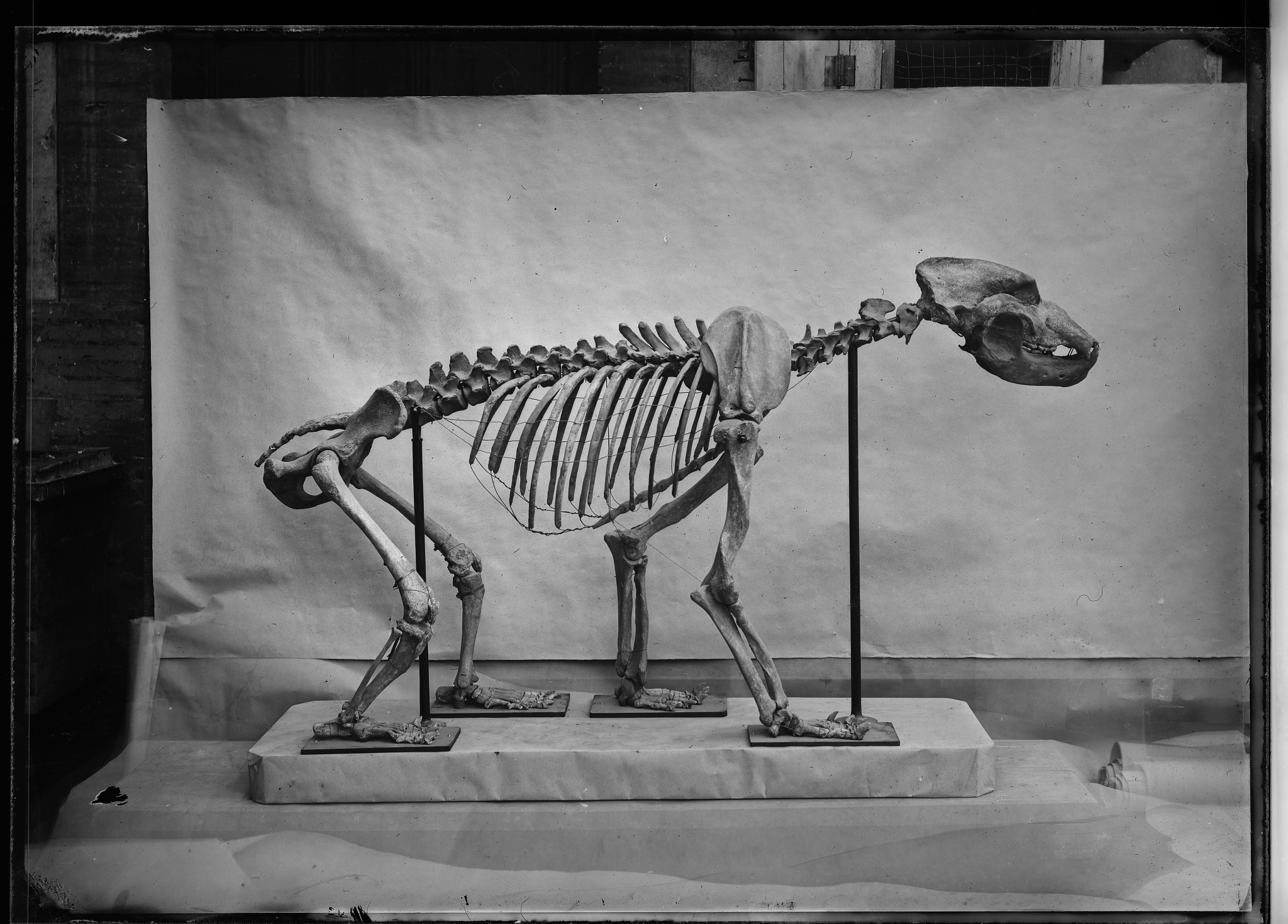
Squelette dUrsus spelaeus, France, Eugène Trutat. Photo et spécimen conservés au Muséum de Toulouse.

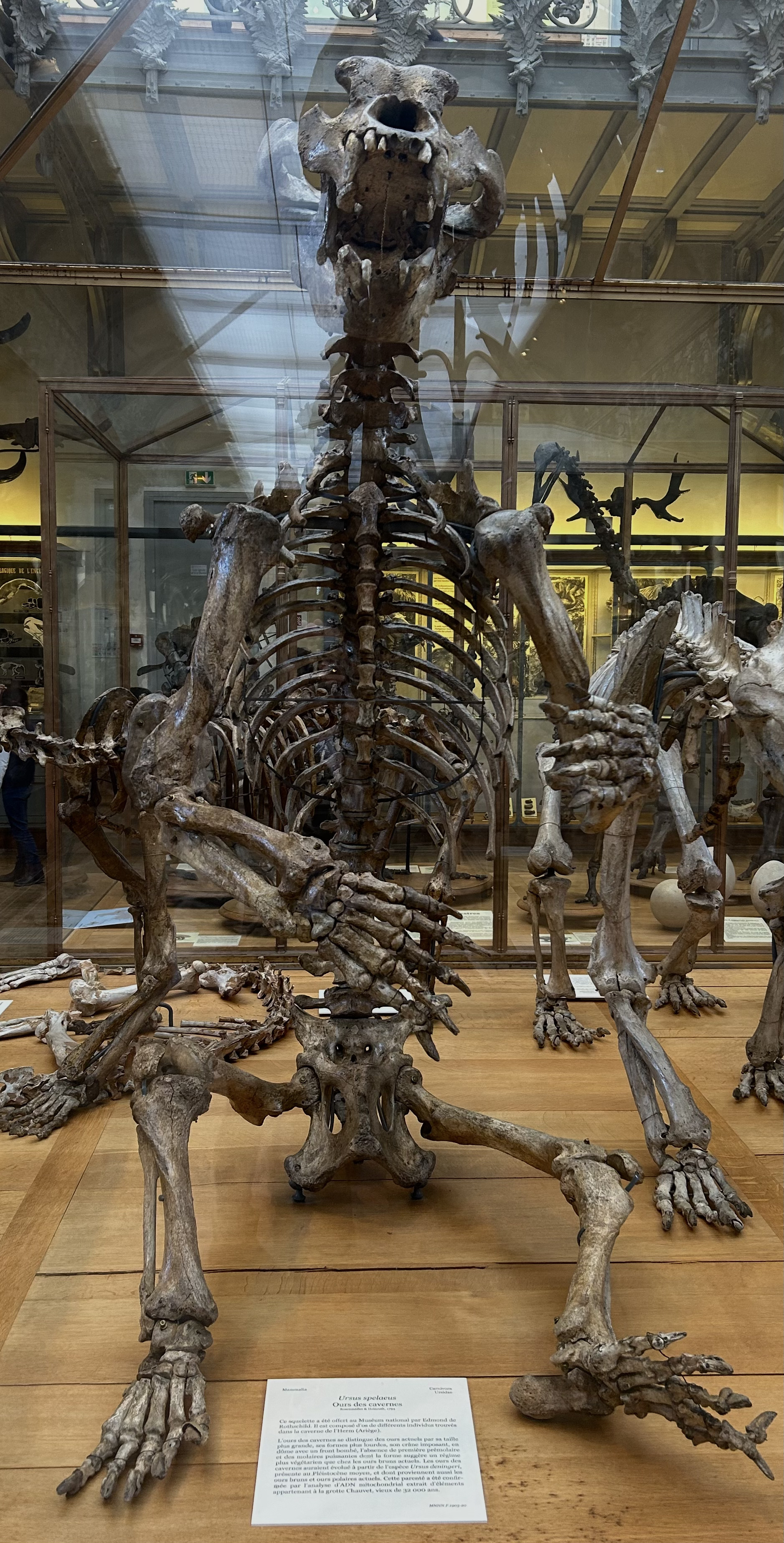
Squelette dUrsus spelaeus, exposé dans la galerie de paléontologie et d'anatomie comparée du jardin des plantes.

. Pendant cette période, son habitat se restreignait strictement aux forêts mixtes du continent européen, en évitant les plaines herbacées et les zones de végétation méditerranéenne. Avec des goûts si exclusifs, il ne faut pas s'étonner que l'espèce n'ait jamais abondé dans l'Europe glaciaire, froide, sèche et dépourvue de forêts. Les principales populations se trouvaient dans le Nord de l'Espagne, la France, le Sud de l'Angleterre et de l'Allemagne, le Nord de l'Italie, les Balkans, la Crimée et le Caucase, dans les zones montagneuses et protégées des vents froids du nord qui servaient de refuge aux dernières forêts du continent. Une telle diminution des secteurs boisés pendant les maxima glaciaires contraignait les populations d'ours des cavernes à vivre souvent isolées et les exposait à la consanguinité.[réf. nécessaire]
Comme les ours bruns, les ours des cavernes étaient des animaux solitaires. Après s'être réveillés au printemps de leur longue hibernation, ils passaient la bonne saison à se nourrir, de fruits et de feuilles, qu'ils écrasaient avec leurs molaires puissantes. Le rut devait se produire en été, puisque les fossiles découverts indiquent que les oursons naissaient pendant l'hiver, comme c'est le cas pour les autres espèces d'ours actuelles. À la fin de l'automne, les ours cherchaient des grottes où passer l'hiver. Si l'année avait été mauvaise, il n'était pas rare que l'ours mourût de faim pendant l'hibernation par manque de réserves. C'est précisément au fond des grottes qu'on a trouvé la plupart des restes d'ours des cavernes, et c'est la raison pour laquelle ils ont reçu leur nom. De nombreuses parois rocheuses à l'intérieur des cavités ont été griffées par les ours, ou polies par le contact répété de leur fourrure imprégnée de terre.[réf. nécessaire]

## Relation avec l'homme paléolithique

Dent d'ours percée - Grotte Duruthy - Muséum de Toulouse

Les ours des cavernes doivent se battre avec de nombreux autres animaux pour se réserver un refuge où passer l'hiver : parmi eux de grands carnivores comme les ours bruns, les hyènes géantes et les lions des cavernes.
Les grottes leur sont aussi disputées par les hommes du Paléolithique, aussi bien les Néandertaliens que les Homo sapiens. En outre, les découvertes archéologiques montrent que les ours des cavernes, malgré leur taille et leur force, servent assez souvent de gibier quand les hommes partent en chasse ; le gisement anglais de Eartham Pit à Boxgrove (en) semble indiquer la grande ancienneté de cette pratique puisque voici 480 000 ans, les ancêtres des ours des cavernes (Ursus deningeri) étaient déjà victimes des ancêtres des Néandertaliens (Homo heidelbergensis). Les niveaux châtelperroniens des grottes d'Arcy-sur-Cure montrent qu'à cette époque les hommes attaquaient les ours, alors que ces attaques cessent dans les niveaux plus récents.
Les chasseurs évitent d'affronter les mâles adultes trop puissants et réservent leurs attaques aux jeunes et aux femelles[réf. nécessaire].
Certains indices tendent à prouver qu'un possible tabou a pu porter sur le nom de l'ours dès le Paléolithique supérieur.

## Extinction
Cette espèce s'est éteinte en 25 600 AP en moyenne, c'est-à-dire pendant la période la plus froide de la dernière glaciation (glaciation de Würm),. Le manque de flexibilité dans le régime alimentaire herbivore est probablement la cause de son extinction lors de cette période plus froide : outre la diminution de la quantité de nourriture disponible à cause du froid, les longues périodes d'hibernation ont rendu nécessaire de plus grands sinus (les sinus occupent 30 % du volume du crâne chez U. spelaeus ladinicus, 60 % chez U. ingressus), ce qui affecte négativement la capacité de se nourrir d'aliments variés, entre autres parce que l'animal ne peut pas mordre efficacement avec toutes ses dents. U. spelaeus ne pouvait se nourrir que de ressources végétales à basse énergie.
Noter que U. ingressus a survécu un peu plus longtemps puisqu'il s'est éteint en 24 800 AP en moyenne ; il avait une meilleure adaptation à l'environnement aride et froid, et une plus grande tendance à manger occasionnellement de la viande.
Céline Bon date la disparition de l'ours à 30 000 ans pour la Grotte Chauvet, par l'étude des coprolithes qui y ont été retrouvés.

## Analyse génétique
D'un sternum vieux de 32 000 ans, découvert dans la grotte Chauvet, des chercheurs français ont réussi à extraire l'ADN mitochondrial et l’ont comparé avec celui d'un ours brun des Pyrénées. D'après les résultats de cette étude publiée en 2008, les ours des cavernes sont étroitement apparentés aux ours polaires et aux ours bruns ; les trois espèces proviennent donc d’un ancêtre commun. Tous les autres genres actuels d'ours proviennent d'une autre branche de l'arbre phylogénétique des ours.
Cette lignée d'ours des cavernes se divise en trois formes nettement distinctes sur le plan génétique, qui sont parfois considérées comme des espèces indépendantes du pléistocène tardif. Les formes d’Europe occidentale sont généralement identifiées comme Ursus spelaeus alors que les ours des cavernes de l'Europe orientale sont considérés comme appartenant à l'espèce distincte Ursus ingressus. L'espace alpin constitue la frontière entre ces deux premières formes. La troisième connue vivait dans le Caucase. Ces derniers, qui se distinguent sur le plan génétique d’une façon particulièrement nette du reste des ours des cavernes sont nommés Ursus deningeri kudarensis. Ce n’est que récemment que des restes d'ours de caverne d'Asie septentrionale et centrale ont à leur tour été découverts. Une espèce découverte au Nord de la Sibérie a été identifiée par des analyses d'ADN comme proche parente des ours des cavernes caucasiens. De manière surprenante, les ours des cavernes des monts Altaï se sont révélés être en étroite parenté avec les ours des cavernes de l’Europe de l’Ouest.

## L'ours des cavernes dans la fiction
L'ours des cavernes est un symbole important dans la série romanesque Les Enfants de la Terre de Jean M. Auel. Il y représente, entre autres, l'avatar d'Ursus, une divinité néandertale.
Il apparaît également dans le jeu vidéo Far Cry Primal sorti en 2016 en tant qu'animal apprivoisable.
Il apparaît également dans le 2e épisode de la série télévisée documentaire britannique Préhistoric Park diffusée du 22 juillet au 26 août 2006 sur ITV1, le 29 octobre 2006 sur Animal Planet. Il avait aussi diffusée en France entre le 28 décembre 2006 et le 4 janvier 2007 sur M6. Puis rediffusée entre le 20 décembre 2009 et le 27 décembre 2009 sur W9 puis entre le 3 janvier 2010 et le 10 janvier 2010 sur M6, et dès le 15 décembre 2012 sur 6ter.